# 特拉西梅诺湖畔帕西尼亚诺
特拉西梅诺湖畔帕西尼亚诺（義大利語：Passignano sul Trasimeno），是意大利翁布里亚大区佩鲁贾省的一个市镇。总面积81.06平方公里，人口5650人，人口密度69.7人/平方公里（2009年）。ISTAT代码为054038。